# Dolores Hidalgo
Dolores Hidalgo (vollständiger, offizieller Name Dolores Hidalgo Cuna de la Independencia Nacional) ist eine Stadt mit etwa 59.000 Einwohnern (Stand 2010) im mexikanischen Bundesstaat Guanajuato und Verwaltungssitz des gleichnamigen Municipio Dolores Hidalgo Cuna de la Independencia Nacional.

## Wiege der mexikanischen Unabhängigkeit
Von überregionaler Bekanntheit ist Dolores Hidalgo insbesondere als Wiege der mexikanischen Unabhängigkeit: Am Morgen des 16. September 1810 war die kleine Kirche im damals noch Dolores heißenden Ort Schauplatz des Grito de Dolores (in diesem Kontext sinngemäß „Aufschrei aus Dolores“; grito de dolores bedeutet zugleich und eigentlich „Schmerzensschrei“). Der Pater Miguel Hidalgo wandte sich dabei in einer emotionsgeladenen Rede an das Volk und rief zum Kampf gegen die Kolonialmacht Spanien auf. Von hier aus startete der blutige Feldzug gegen die Eroberungsmacht aus Europa. 
Vor dem Eingang der Kirche steht heute ein Denkmal, das Pater Hidalgo die rechte Faust zum Himmel streckend zeigt. Der Namensbestandteile Hidalgo und Cuna de la Independencia Nacional weisen auf den Pater und die Ereignisse des Jahres 1810 hin.
Neben der geschichtlichen Bedeutung der Stadt ist Dolores Hidalgo heute sehr beliebt bei kulturorientierten Touristen aus dem Ausland.

## Söhne und Töchter der Stadt
- José Alfredo Jiménez (1926–1973), Sänger und Komponist
- Adolfo Bautista Herrera (* 1979), Fußballspieler